# 2009 في ألبانيا
تحتوي هذه المقالة على أهم الأحداث التي شهدتها ألبانيا في 2009، إضافة إلى أهم الشخصيات الألبانية المتوفية في هذه السنة.

## الحكم
- رئيس الجمهورية: بامير توبي.
- رئيس الوزراء: صالح بريشا (أُعيد انتخابه في المنصب).

## أحداث

### أبريل
- 2 أبريل : انضمت ألبانيا رسميا لحلف الناتو، كما قدمت طلبا رسميا للانضمام إلى الاتحاد الأوروبي.[1][2]

### يوليو
- الحزب الديمقراطي الألباني بقيادة صالح بريشا يفوز في الانتخابات البرلمانية لسنة 2009 بفارق صغير.[1]